# Thomas Alsgaard
Thomas Alsgaard (Lørenskog, 10 januari 1972) is een Noors voormalig langlaufer die zes olympische medailles won, waarvan vijf gouden en een van zilver. Daarmee staat hij achtste op de lijst van succesvolste medaillewinnaars op de Olympische Winterspelen aller tijden.
Alsgaard won zowel op de Olympische Winterspelen 1998 als die van 2002 de titel op het onderdeel 4 x 10 kilometer. Op de Olympische Winterspelen 1994 behaalde hij daarin al een zilveren medaille. In 2002 finishte Alsgaard samen met landgenoot Frode Estil als gedeeld tweede op de 10 km + 10 km achtervolging, achter de genaturaliseerde Spanjaard Johann Mühlegg. Laatstgenoemde werd twee jaar later uit de uitslag geschrapt vanwege dopinggebruik, waarna beide Noren gedeeld olympisch kampioen werden.

## Wereldkampioenschappen
Alsgaard won tussen 1995 en 2003 zes wereldtitels, waarvan vier op wederom de 4 x 10 km. Hij werd in 1999 wereldkampioen op de 10 + 15 km en in 2003 op de 30 km. Zijn deelnames aan WK's leverden hem verder twee zilveren en één bronzen medaille op.
Alsgaard beëindigde zijn topsportcarrière in 2003. Hij ging vervolgens als adviseur aan de slag voor Alpina Sports.

## Olympische resultaten
| Discipline                  | 1994   | 1998 | 2002 |
| --------------------------- | ------ | ---- | ---- |
| 4 x 10 km                   | Zilver | Goud | Goud |
| 10 km + 10 km achtervolging |        |      | Goud |
| 10 km + 15 km achtervolging |        | Goud |      |
| 30 km achtervolging         | Goud   |      |      |